# Восточная Индия
Восточная Индия (хинди पूर्वी भारत, бенг. পূর্ব ভারত) — один из регионов Индии, состоящий из штатов Западная Бенгалия, Бихар, Джаркханд и Орисса.

## История
Восточная Индия находится в сердце древних империй Магадха и Империя Маурьев. Она была колыбелью буддизма. Гаутама Будда получил просветление в Бодх-Гая. Царь Империи Маурьев Ашока стал рассылать эмиссаров для распространения буддизма в Азии. Знаменитый университет Наланда был в Восточной Индии. Китайские путешественники посещали буддистские, индуистские храмы и библиотеки в Бихаре и Бенгалии.
Исламское вторжение в XIII веке в результате распада индуистских королевств завершилось их подчинением, и большинство буддистов, особенно в Восточной Бенгалии (сейчас Бангладеш), было обращено в ислам. Восточная Индия являлась частью Империи Великих Моголов в XVI и XVII веках. С приходом европейцев в XVII веке, были созданы форпосты в Бенгалии. Во время раздела Индии в 1947 году большинство индусов Восточной Бенгалии бежали в Индию.

## Культура
Штаты Орисса и Западная Бенгалия имеют многие культурные и языковые особенности, схожие с Бангладеш, а также со штатом Ассам. Совместно с Бангладеш, Западная Бенгалия формировали единый этно-языковой регион Бенгалия до раздела Британской Индии в 1947 году. Бенгальский является доминирующим языком в Восточной Индии, на нём говорят более чем 80 миллионов человек в Западной Бенгалии, а также в соседних государствах. Хинди имеет наибольшее число говорящих — более чем 90 миллионов.

## Экономика
Сельское хозяйство продолжает оставаться самым крупным сектором экономики и в нём работают большинство экономически активного населения. В XX веке промышленное развитие было сосредоточено в южных районах Западной Бенгалии, и в Джамшедпуре. В последние годы ИТ-индустрия сложилась в штатах Орисса и Западная Бенгалия.
Экономический бум, начиная с 1991 года, привел к распространению новых торговых центров, автомагистралей, аэропортов и ИТ — технологий, но не равномерно по всему региону. Один из первых великих университетов в истории человечества, Наланда, расположенного в штате Бихар. Были различные планы по возрождению этого древнего университета и был консорциум во главе с Сингапуром наряду с Китаем, Индией и Японией.